# Theresa Welch Fossum
Theresa Welch Fossum (geboren am 21. Juli 1957 in Douglas (Wyoming)) ist eine US-amerikanische Tierärztin, Kleintierchirurgin, Hochschullehrerin und Unternehmerin.

## Leben
Theresa W. Fossum erhielt 1979 den Bachelor of Science in Landwirtschaft an der University of Idaho und schloss 1982 das College of Veterinary Medicine der Washington State University mit dem Doctor of Veterinary Medicine ab. Von 1982 bis 1986 absolvierte sie Internships am Santa Cruz Veterinary Hospital und am College of Veterinary Medicine der Ohio State University. 1986 erlangte sie den Master of Science (M.S.) in Veterinäranatomie an der Ohio State University, 1987 wurde sie Diplomate des American College of Veterinary Surgeons. 1992 erwarb sie den M.S. in Mikrobiologie an der Texas A&M University. Von 1996 bis 2001 übernahm sie die Leitung des Department of Small Animal Medicine & Surgery der Texas A&M University, von 1999 bis 2001 war sie dort Professorin, 2001 bis 2013 hatte sie den Tom and Joan Read Chair in Veterinary Surgery inne. 2004 gründete sie die Care Foundation und wurde deren Präsidentin. 2007 bis 2013 war sie Direktorin des von ihr gegründeten Texas A&M Institute for Preclinical Studies. 2012 bis 2013 war sie Senior Scientist am Center for Innovation in Advanced Development and Manufacturing TAMUS, 2011 bis 2014 Chairman des Board of Governors der June Foundation for Biomedical Research. 2013 bis 2014 war Fossum Vizekanzlerin für Global and Corporate Partnerships des Texas A&M University Systems. Seit 2014 ist sie Vizepräsidentin für Forschung und Strategische Initiativen und Chirurgieprofessorin an der Midwestern University, einer privaten Hochschule in Downers Grove.
Hauptarbeitsgebiete waren der Ductus thoracicus und Chylothorax, Koronare Herzkrankheit und Herzinfarkt am Modelltier Schwein, Management von Blutungen und Schock und Knochenheilung. Fossum hat mehr als 100 Publikationen verfasst, ist Autorin und Herausgeberin von fünf Lehrbüchern, darunter dem Standardwerk Small Animal Surgery, welches bereits in 5. Auflage, in deutscher Übersetzung in 4. Auflage erschienen ist. Sie hat mehr als 100 Forschungsprojekte mit einer Drittmittelsumme von 30 Mio. USD eingeworben. Fossum ist Board of Trustee member der American Veterinary Medical Association (AVMA), hält vier Patente und war im Beirat zahlreicher wissenschaftlicher Zeitschriften.
Fossum ist mit dem Kleintierkardiologen Matthew W. Miller verheiratet. Sie hat zwei Kinder.